# Александро-Беловка
Алекса́ндро-Бе́ловка (укр. Олекса́ндро-Бі́лівка) — село,
Николаевский сельский совет,
Софиевский район,
Днепропетровская область,
Украина.
Код КОАТУУ — 1225284410. Население по переписи 2001 года составляло 248 человек .

## Географическое положение
Село Александро-Беловка находится на берегу реки Водяная,
выше по течению на расстоянии в 0,5 км расположено село Первомайское (Криничанский район),
ниже по течению на расстоянии в 4 км расположено село Владимировка.
По селу протекает пересыхающий ручей с запрудой.
Через село проходит автомобильная дорога Т-0432.